# سیاه‌صدف‌سانان
سیاه‌صدف‌سانان (نام علمی: Mytiloida) نام یک راسته از زیررده باله‌ای‌شکلان است.